# مسجد گیله‌لی شکی
مسجد گیله‌لی شکی (ترکی آذربایجانی: Şəkinin Giləhli məscidi) یک مسجد در شهر شکی در جمهوری آذربایجان است.

## معماری
این مسجد نمونه درخشانی از تأثیر معماری داخلی بر معماری مساجد در شهرهای شکی، اردوباد و دیگر شهرهای اران و شروان (جمهوری آذربایجان) در سده‌های ۱۸ تا ۱۹ میلادی است. این تأثیر را می‌توان در تفسیر توده‌ها و فرم‌های معماری و جزئیات تزئینات مساجد احساس کرد. مستطیل با ابعاد داخلی ۶ در ۱۲ و چهار ستون چوبی که پوشش سقف را حفظ می‌کنند، قسمت اصلی مسجد گیله‌لی است. دیوارهای مسجد از آجرهای خشک‌شده و سنگفرش ساخته شده است. بخش‌های بیرونی دیوارها گچ‌بری شده و بخش‌های درونی با تزئینات رنگارنگ تزئین شده است. این فضای رنگارنگ یک نمازخانه اهمیت زیادی از این بنای تاریخی دارد.
تحقیقات مساجد در شهرهای جمهوری آذربایجان نشان داد که مساجد ساخته شده در سده‌های ۱۸ تا ۱۹ دارای ساختار مشابهی در ساختار معماری و برنامه‌ریزی و روش‌های ساخت هستند. کتیبه‌ها با خوشنویسی و همچنین تزئینات هندسی و گیاهی نقوش اصلی تزئین مساجد بودند. دیوارهای نمازخانه گچ‌بری شده و تزئینات گیاهی و هندسی رنگ‌آمیزی شده با رنگ‌های روشن گوناگون بر روی آنها حک شده است. حاشیه محراب و کتیبه‌های آن نیز توجه را به خود جلب می‌کند.